# Stadum
Stadum település Németországban, Schleswig-Holstein tartományban. Lakosainak száma 978 fő (2023. december 31.).

## Népesség
A település népességének változása:
| Lakosok száma | 1263 | 984  | 961  | 958  | 969  | 978  |
|               | 1975 | 2017 | 2019 | 2021 | 2022 | 2023 |